# Ubiqüitina

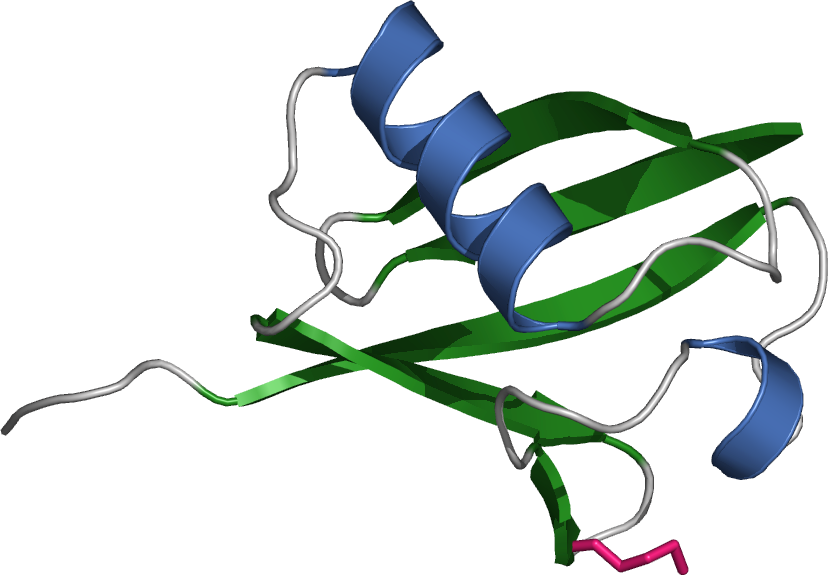
Model de cintes de l'estructura de la ubiqüitina.

La ubiqüitina és un polipèptid de 76 residus d'aminoàcid (8,56 KDa) altament conservat, present en els eucariotes i absent en els procariotes. El procés d'ubiqüitinació és la modificació posttraduccional d'una proteïna en la qual de forma covalent se li uneixen un o més monòmers d'ubiqüitina. La principal funció de la ubiqüitinació és la de marcar proteïnes per a la seva degradació pel proteosoma.

## Identificació
La ubiqüitina (originalment, polipèptid omnipresent immunopoiètic) va ser identificada el 1975 com una proteïna de 8,5 kDa, de funció desconeguda, expressada en totes les cèl·lules eucariotes. Les funcions bàsiques de la ubiqüitina i els components de la via d'ubiqüitinització van ser aclarides a principis dels anys 1980 amb l'innovador treball realitzat al Fox Chase Cancer Center amb Aaron Ciechanover (doctor israelià en medicina i biologia), Avram Hershko (doctor israelià en medicina) i Irwin Rose (doctor americà en bioquímica), pel qual van rebre el premi Nobel de Química el 2004. La degradació de proteïnes era un tema poc estudiat, ja que es coneixien molts enzims que s'encarregaven de la degradació de proteïnes. Tots els processos estudiats fins llavors tenien en comú que no necessitaven energia. Però uns experiments que es van dur a terme als anys 50 van mostrar que el trencament de proteïnes si que necessitava un consum energètic. D'aquí va sorgir el dubte: perquè algunes degradacions de proteïnes cel·lulars no requereixen consum energètic i altres sí? És precisament aquest dubte el que va desencadenar l'estudi del Premi Nobel anomenat anteriorment.
Al principi, el sistema d'ubiqüitinització va ser caracteritzat com un sistema proteolític depenent d'ATP present en extractes cel·lulars: Un altre investigador va començar a investigar el tema el 1977 quan van aconseguir un extracte de reticulòcits, que catalitzen el trencament de proteïnes indesitjades, procés que és dependent d'ATP. Hershko, Ciechanover i Rose van utilitzar aquest mateix extracte anys després per descobrir que les proteïnes marcades amb un polipèptid en específic acabaven degradades a través d'una sèrie de reaccions. Aquesta molècula de 76 aminoàcids va ser aïllada el 1975 de cèl·lules de teixit digestiu animal com que es va trobar en molts altres teixits i organismes (a excepció dels bacteris) va ser anomenada com ubiqüitina (del llatí ubique, que vol dir omnipresent, a tot arreu).
En l'estudi de l'extracte de reticulòcit, Hershko va veure que aquest extracte contenia una quantitat molt gran d'hemoglobina, que alterava els experiments. Ciachanover i Hershko van intentar eliminar aquesta substància mitjançant la cromatografia però en aquest intent van veure que l'extracte estava dividit en dues fraccions. L'any 1978 els investigadors van descobrir un polipèptid termoestable present en aquests extractes, el factor 1 proteolític depenent d'ATP (APF-1: active principle in fraction 1), trobat al procés ATP (i Mg2+) depenent covalentment del substrat proteic al lisozim. Diverses molècules APF-1 s'associen a un sol substrat molecular per un acoblament isopeptídic i els conjugats que es formen són ràpidament degradats tot alliberant APF-1. Poc després que la conjugació proteica APF-1 fos caracteritzada, l'APF-1 va ser identificada com ubiqüitina.
Per una altra part, el 1977 es va descobrir que la ubiqüitina formava part d'una proteïna (A24) present en la cromatina. La ubiqüitina estava unida amb una histona H2A (que formava part de la mateixa proteïna A24) mitjançant un enllaç isopeptídic. Aquest descobriment, juntament amb altres, va establir que la ubiqüitina es podia conjugar amb altres proteïnes.
El 1980 els tres investigadors van publicar dos treballs amb els descobriments que havien fet. En aquests treballs es va mostrar que l'APF-1 tenia enllaços covalents amb diverses proteïnes de l'extracte i que fins i tot podrien estar enllaçades amb les mateixes proteïnes indesitjades. A aquest últim fenomen el van anomenar poliubiqüitinització.
Així, el treball es va concentrar en esbrinar el procés enzimàtic que uneix la proteïna indesitjada i la ubiqüitina: els tres investigadors van seguir investigant i entre el 1981 i el 1983 van desenvolupar la "hipòtesi de marcatge multi-step ubiqüitina". Aquesta hipòtesi suposava l'activitat enzimàtica de tres enzims en el procés de marcatge: E1, E2 i E3. Va resultar que l'enzim que determina quines proteïnes han de ser marcades per la seva destrucció als proteosomes és el E3, el més abundant dels tres, en cèl·lules de mamífers.
Tots aquests processos, però, es van dur a terme en cèl·lules lliures. Així que per tal de poder estudiar la funció fisiològica de la degradació de proteïnes mitjançant la ubiqüitina, els investigadors van desenvolupar un mètode d'immunoquímica: les proteïnes cel·lulars es van marcar amb un aminoàcid radioactiu no present en la ubiqüitina de forma que el conjugat ubiqüitina-proteïna podia ser aïllat mitjançant anticossos per la ubiqüitina. Aquest sistema simplement demostrava, que, efectivament, el sistema ubiqüitina era el responsable de la degradació de proteïnes defectuoses. A hores d'ara es coneix que sobre el 30% de les proteïnes que es sintetitzen no passen el control de qualitat de la cèl·lula i es degraden mitjançant la via dels proteosomes.

## Funcions

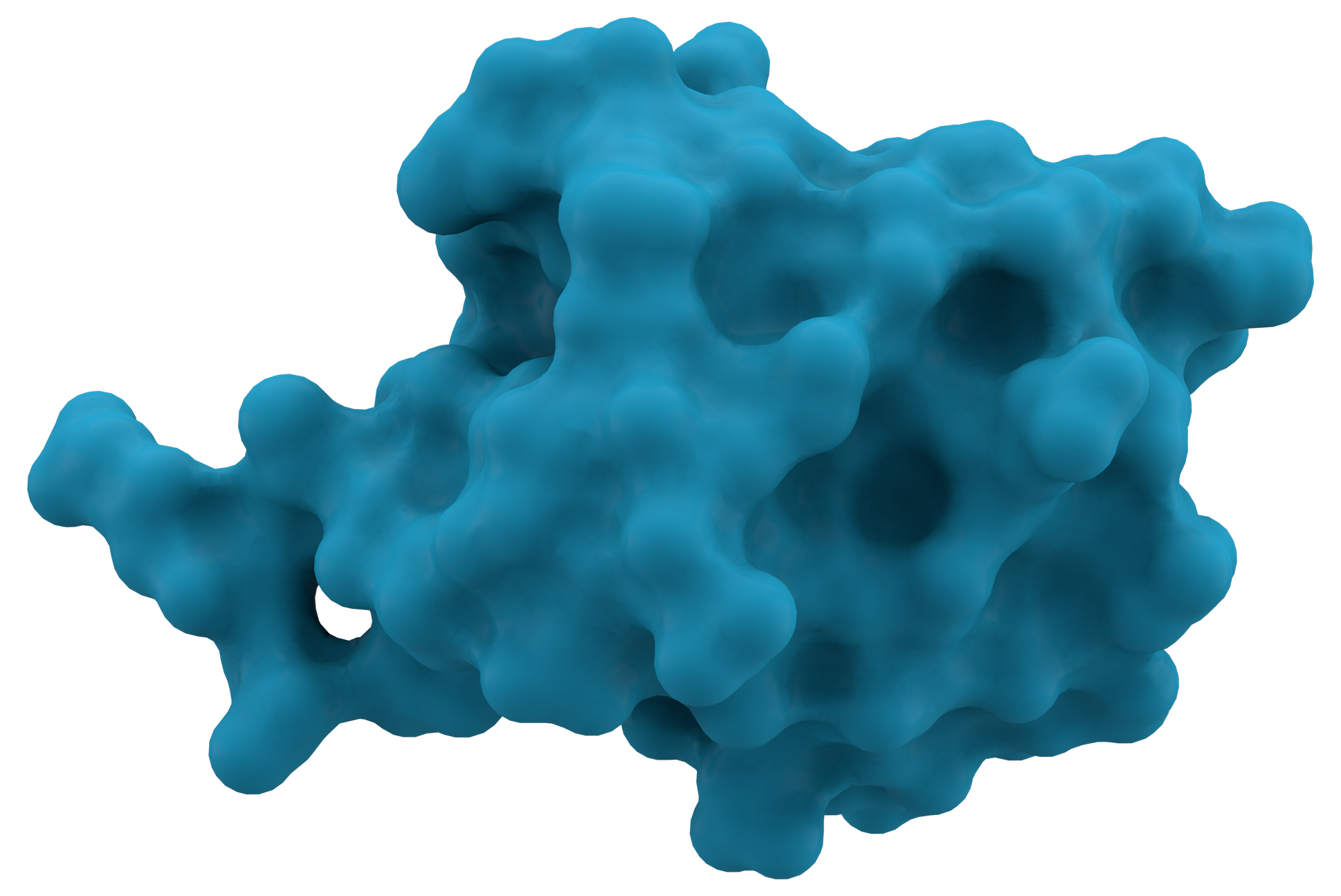
Model de camps electrònics (superfície molecular de la ubiqüitina).

El marcatge de proteïnes amb ubiqüitina juga diferents papers en les cèl·lules eucariotes. El millor caracteritzat és el marcatge de proteïnes defectuoses per la seva destrucció per part del proteosoma. Quan s'afegeix una sola molècula d'ubiqüitina a un substrat proteic (monoubiqüinització), altres molècules d'ubiqüitina poden ser afegides a la primera, formant un cadena de poliubiqüitines. A més a més, alguns substrats són modificats amb l'addició de molècules d'ubiqüitina a diversos residus de lisina en un procés anomenat multiubiqüinització. La ubiqüitina posseeix un total de 7 residus de lisina. Fa uns quants anys, s'identificaven les cadenes d'ubiqüitina que estaven ancorades a través de lisina 48. Avui en dia, però, s'ha demostrat que hi ha una àmplia varietat d'ancoratges en els quals hi participen tots els possibles tipus de residus de lisina juntament amb cadenes unides pel seu extrem N-terminal d'una molècula d'ubiqüitina.
Per tal de regular el cicle cel·lular, és important regular la concentració de proteïnes en el citosol i és aquesta la principal funció de la ubiqüitina, que permet que la degradació d'aquestes proteïnes (proteòlisi), es pugui dur a terme d'una manera selectiva. Regulant la degradació de proteïnes, les cèl·lules poden eliminar ràpidament proteïnes que, a la vegada, regulen altres funcions. Té un paper important els processos com els següents:
- Processament d'antigen
- Apoptosis
- Biogènesi de compartiments cel·lulars
- Transcripció i reparació de DNA[6]
- Diferenciació i desenvolupament
- Resposta immune i inflamació
- Degeneració neural i muscular
- Morfogènesi de xarxes neurals
- Modulació de receptors de superfície cel·lular, canals iònics i via secretora
- Resposta a l'estrès i a moduladors extracel·lulars
- Biogènesi de ribosomes
- Infeccions virals
- Regulació de l'endocitosi[7]
- Senyalització[8]

És lògic que la ubiqüitina tingui un paper tan destacat en funcions tan importants, ja que tots aquests processos estan regulats per diverses proteïnes i la ubiqüitina és l'encarregada de regular les concentracions d'aquestes proteïnes. És per això que diem que la ubiqüitina té funció de targeting o senyalització, ja que segons a les proteïnes que s'uneixi o no s'uneixi, aquestes seran o no seran degradades.
Les proteïnes existeixen com una cadena lineal d'aminoàcids que poden degradar-se amb el temps, ja que tal reacció és termodinàmicament favorable en un medi aquós. La relació entre la degradació d'una proteïna i la seva síntesi és el que determina la concentració d'aquesta proteïna dins de la cèl·lula.
Per a ser degradades, a aquestes proteïnes se’ls uneix covalentment la ubiqüitina en el procés d'ubiqüinització. Els tipus de proteïnes que es degraden depenent d'ubiqüitina són les proteïnes desnaturalitzades, les mal plegades i les que contenen aminoàcids oxidats o anormals.
Els proteasomes, però, són els altres elements essencials en la proteòlisi. Són complexos proteics encarregats de degradar la majoria de les proteïnes que es degraden al citosol. Es tracta de grans molècules de forma cilíndrica que reconeixen i s'uneixen a les proteïnes ubiqüitinitzades i que les destrueixen al seu interior, consumint també energia.
Abans que això tingui lloc, les unitats d'ubiqüitina s'han alliberat per poder ser reutilitzades i que s'uneixin a altre proteïnes que també han de ser degradades.
Es tracta d'un procés costós, però eficaç i ràpid.

## Ubiqüitinització: Activació de la ubiqüitina
La funció principal de la ubiqüitina és dur a terme el procés d'ubiqüitinització, un procés molt específic que permet a la cèl·lula marcar proteïnes per a la seva posterior degradació. La ubiqüitina és sintetitzada com un precursor inactiu i necessita ser processada per exposar el residu de glicina de l'extrem carboxi-terminal de la proteïna. Aquesta glicina pot aleshores unir-se de forma covalent a grups epsilon-amino de residus de lisina de la proteïna a marcar, un procés enzimàtic de modificació de proteïnes post-traduccional (PTM).
Aquest procés no té lloc només amb aquelles proteïnes que han estat mal plegades o malmeses, i que per tant són inútils i cal degradar-les, sinó que també és utilitzat per la cèl·lula per reduir la concentració de proteïnes essencials i és suficient amb l'addició d'unes poques molècules d'ubiqüitina perquè la proteïna sigui degradada (tot i que a vegades se n'uneixen més). Així, a més a més de les proteïnes malmeses sabem que també marca receptors de superfície de la cèl·lula, supressors de tumors i modeladors del seu creixement, activadors i inhibidors de transcripció i reguladors del cicle de la cèl·lula. Cal tenir present que la cèl·lula sintetitza i degrada proteïnes contínuament.
El procés d'ubiqüitinització es duu a terme principalment gràcies a tres enzims: E1 - Enzim activador de l'ubiqüitina, E2 - Enzim conjugador de l'ubiqüitina i E3 - Enzim Ligasa de la ubiqüitina. També se sospita l'existència d'un quart enzim participant: E4, però no se sap quina seria la seva funció. Aquest procés consisteix en una sèrie de passos:
1. Activació de la ubiqüitina: És el primer pas del procés d'ubiqüitinització, en el qual l'extrem carboxi-terminal de l'ubiqüitina és activat per E1 mitjançant una reacció de dos passos que requereix ATP com a font d'energia duta a terme per l'enzim activador d'ubiqüitina E1. La glicina terminal del grup carboxil de la ubiqüitina s'uneix per mitjà d'un enllaç tioèster a un residu de cisteïna d'E1. La primera part d'aquest pas implica la producció d'un producte intermedi anomenat adenilil-ubiqüitina. La segona part d'aquest pas transfereix l'ubiqüitina al centre actiu de l'enzim E1, concretament unint-se al residu de cisteïna, alliberant AMP. D'aquest pas en resulta un enllaç tioester entre el carboni terminal del grup carboxil de l'ubiqüitina i el grup sulfhidril (-SH) de l'enzim E1. Procés d'ubiqüitinització

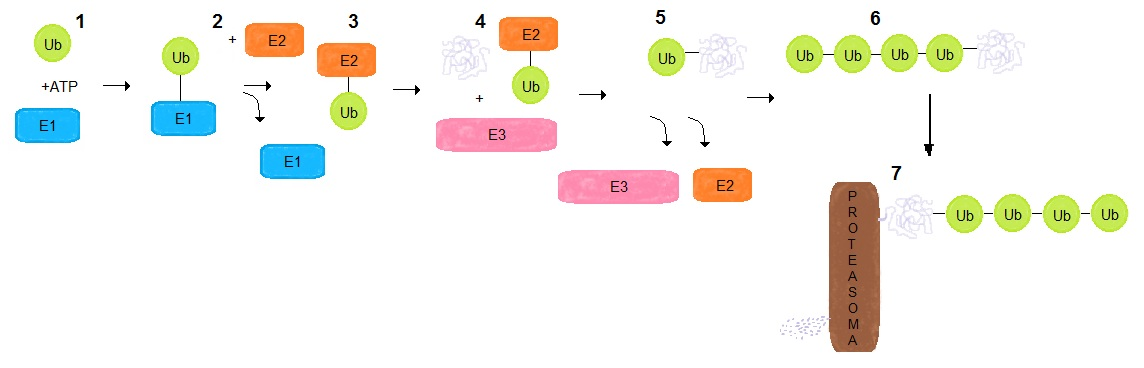
Procés d'ubiqüitinització

2. Transferència de la ubiqüitina: La ubiqüitina és aleshores transferida a la cisteïna del centre actiu d'E2 mitjançant una reacció de transtioesterifiació. Els genomes dels mamífers tenen 30-40 UBCs.
3. Conjugació de la ubiqüitina: El pas final és quan l'ubiqüitina és conjugada al seu substrat per E3, el qual confereix especificitat de substrat. Per fer-ho, en aquest pas final de la cascada d'ubiqüitinització es crea un enllaç isopeptídic entre la lisina de la proteïna marcada i el carboni terminal de la glicina de la ubiqüitina. En general, aquest pas requereix l'activitat d'un dels centenars d'enzims ligases E3 de proteïnes (normalment anomenats simplement ligases d'ubiqüitina). Els enzims E3 funcionen com els centres de reconeixement de substrat del sistema i són capaços d'interaccionar tant amb E2 com amb els substrats.

El procés pot tenir lloc diverses vegades fins que la proteïna en qüestió estigui marcada amb tres o més ubiqüitines, essent destinada al proteasoma per a la seva degradació. Aquest és el mecanisme més comú d'ubiqüitinització, les proteïnes poden ser ubiqüitinitzades en un sol residu de lisina o en múltiple residus de lisina per una única ubiqüitina o per oligòmers d'ubiqüitina.
El la cascada d'ubiqüitinització, l'enzim E1 troba dotzenes d'E2 per enllaçar-se, que trobar-se alhora amb centenars d'E3 d'una manera jeràrquica. Altres proteïnes semblants a la ubiqüitina (ULPs) són modificades també a través de la cascada E1-E2-E3.
Així, E2 i E3 són els principals determinants de l'elevada especificitat de substrat. Tot i així, E2 conserva força bé bastants dominis catalítics mentre que E3 en té molts menys, per tant, encara és més específic. Així, el procés d'ubiqüitinització es torna més a específic a mesura que avança, ja que de cada enzim en tenim més que del precedent i això el fa més específic en ser haver d'escollir cada vegada entre més enzims o substrats possibles per reaccionar.
El procés d'ubiqüitinització, però, no és irreversible gràcies a l'existència d'un enzim anomenat deubiqüitinasa que té la capacitat de separar la ubiqüitina del seu objectiu degradador. I, a més a més, a vegades, el marcatge amb ubiqüitina no implica la seva final degradació o si més no, no d'aquesta manera. Això és degut al fet que hi ha diverses quantitats d'ubiqüitina que determinarien un final diferent. És el cas d'una sola molècula d'ubiqüitina (mono-ubiqüitinització), que pot fer que canviï la funció de la proteïna o que es degradi a través de lisosomes, o certs casos amb més d'una molècula d'ubiqüitina.

### E1
Només existeix un sol tipus d'enzim E1 conegut per iniciar la cascada de la ubiqüitinització. Aquest té dos centres actius que li permeten unir-se a dues molècules d'ubiqüitina a la vegada (mentre una forma el producte intermedi l'adenilil-ubiqüitina l'altre ja s'enllaça amb la part tiol de l'E1 mitjançant l'enllaç tioester).

### E2
La família d'enzims E2 es caracteritza per la presència de dominis de conjugació d'ubiqüitina (UBC) molt conservats. Podem trobar-ne molts tipus diferents (més de 30 en humans) i són classificats en quatre classes: el primer grup és el dels enzims que consisteixen tan sols en el seu domini del nucli catalític(UBC), el segon grup té un UBC i una extensió c-terminal, el grup tres consta d'UBC i una extensió N-terminal i el grup 4 té UBC i les dues extensions N i C-terminal.

### E3
Els enzims E3 tenen un dels següents dominis:
- Domini HECT (Homòleg al E6-AP Carboxil Terminal) The
- Domini RING (Nou Gen Realment Interessant) o el tan estretament relacionat domini U-box.

La transferència pot tenir lloc de dues maneres diferents:
- Directament des de l'enzim E2, catalitzat pel domini RING de l'enzim E3.
- A través de l'enzim E3, catalitzat pel seu domini HECT. En aquest cas, es forma un producte intermediari, una proteïna anomenada E6-AP(6), amb unió covalent entre l'E3 i la ubiqüitina, abans de transferir aquesta a la proteïna substrat.

El complex de promoció de l'anafase (APC) i el complex SCF (per a un complex de proteïna Skp1-Cullin-F-box) són dos exemples de les subunitats d'E3 implicades en el reconeixement i ubiqüitinització de les proteïnes diana específiques per a la degradació pel proteasoma.

## Malalties associades
La ubiqüitina, com ja s'ha esmentat anteriorment, és un component imprescindible en la proteòlisis. La ubiqüitinització de les proteïnes cel·lulars és un procés molt complicat i estrictament controlat. Així doncs, qualsevol alteració pot derivar en patologies.

### Malalties neurodegeneratives
La majoria de malalties cròniques d'aquest tipus associades a la ubiqüitines són causades per la presència de cossos d'inclusió associats a la ubiqüitina o el proteasoma. Malgrat això, no està demostrat encara que la ubiqüitina tingui un paper principal en el desenvolupament d'aquest tipus de malalties.
- Malaltia de Huntington: s'han trobat inclusions d'ubiqüitina i huntingtina a l'escorça cerebral, marcant els llocs afectats.[18]
- Malaltia de Parkinson: els cossos de Lewy estan formats per ubiqüitina, juntament amb subunitats proteasòmiques i α-synucleina.[18]
- Malaltia d'Alzheimer: provocat en part per l'acumulació/associació de la ubiqüitina a la forma fosforilada de Tau en els embulls neurofibril·lars i en les plaques senils.

### Malalties degudes a malformacions de les proteïnes de membrana

#### Síndrome de Liddle[19]
La ubiqüitina controla la degradació del complex proteic que actua com a canal d'absorció de Na+. Aquest complex té una vida curta i a l'hora de degradar-lo, la ubiqüitina el reconeix mitjançant un motiu molt ric en Prolina. Una mutació en aquest motiu impedeix la unió del complex proteic a la ubiqüitina que provoca una estabilització i, conseqüentment, una superpoblació de canals d'absorció de Na+ i, per tant, una absorció de Na+ excessiva.

#### Fibrosis quística[19]
La ubiqüitina controla la degradació de la major part del regulador transmembrana CF, codificat pel gen de la CF, fent que aquest maduri per dur a terme la seva funció. Una mutació en aquest gen deriva en un canvi de conformació en el regulador transmembrana que pot originar que aquest sigui degradat en la seva totalitat pel sistema de la ubiqüitina. Això provoca la seva no expressió en la membrana i aquesta manca es creu que està relacionada directament amb la patogènesis.

### Malalties genètiques[20]
S'ha comprovat que la ubiqüitina té un paper imprescindible en el cicle cel·lular, sobretot en la sortida de la mitosi, és a dir, en la separació dels cromosomes. Per això, el seu mal funcionament pot derivar en mutacions genètiques com les trisomies (ex: síndrome de Down, trisomia de la parella 21).

### Processos tumorals[20]
En molts processos tumorals les cèl·lules canceroses també presenten un nombre de cromosomes inusual. Un altre factor relacionat és que la ubiqüitina és la responsable de la degradació del cicle síntesis-degradació del p53. Així doncs, alguns patògens indueixen a la unió de la ubiqüitina a la p53 i degraden aquesta última, evitant que dugui a terme la seva funció de control de qualitat de la replicació del DNA o, si les mutacions són excessives, l'apoptòsi. Així doncs, les mutacions es van acumulant i donen lloc a una cèl·lula cancerosa. Un exemple seria el Virus del Papil·loma Humà.

### Mutació amb desplaçament en la pauta de lectura (*UBB+1)
El gen de la ubiqüitina B pot estar transcrit incorrectament a causa d'una seqüència monòtona de nucleòtids a la regió codificant del gen. Com a resultat, es produeix una eliminació d'un dinucleòtid en el ARNm causant un desplaçament en la pauta de lectura. Quan es tradueixen a proteïnes, les ubiqüitines disfuncionals han perdut la seva C-terminal de glicina i en el seu lloc tenen un pèptid de 20 aminoàcids (ubiqüitina B+1 o UBB+1). S'ha demostrat que les UBB+1 s'acumulen de forma selectiva en tautopatoes i poliglutaminopaties.

### Immunoquímica
Els anticossos anti-ubiqüitina són usats en histologia per identificar acumulacions anormals de proteïna dins de les cèl·lules que són marcadors de la malaltia. Aquestes acumulacions es diuen cossos d'inclusió (inclusion bodies). Alguns exemples d'aquestes inclusions anormals en les cèl·lules són:
- Cabdells neurofibrilars en l'Alzheimer
- Cossos de Lewy en el Parkinson
- Cossos de Pick en la malaltia de Pick
- Inclusions en la malaltia de la motoneurona i la malaltia de Huntington
- Cossos de Mallory en la hepatopatia alcohòlica
- Fibres de Rosenthal en els astròcits